# Abelaturus ogalus
Abelaturus ogalus är en kvalsterart som beskrevs av Cook 1991. Abelaturus ogalus ingår i släktet Abelaturus och familjen Aturidae. Inga underarter finns listade i Catalogue of Life.